# Ciénaga de la Virgen
La ciénaga de la Virgen o ciénaga de Tesca es un cuerpo de agua ubicado en inmediaciones a la ciudad de Cartagena, Departamento de Bolívar, Colombia. Es una laguna costera en comunicación con el mar Caribe.
Como muchas otras masas de agua, enfrenta problemas de contaminación; el principal de ellos ocasionado por el vertimiento sin tratamiento del 60% de las aguas negras de la ciudad de Cartagena, la cual tiene una población que ronda los 1007500 habitantes; también influye la proliferación de rellenos y el desvío de fuentes de agua que anteriormente vertían sus aguas en la ciénaga. Miles de personas han invadido las riveras y habitan zonas inundables, construyendo sus viviendas de manera precaria, enfrentando el riego de inundación y problemas de salubridad. Adicionalmente, hasta el 30% de los habitantes de Cartagena habitan en sus inmediaciones, quienes sufren también el impacto en temporada de lluvias.